# Aposopsyllus camptus
Aposopsyllus camptus är en kräftdjursart. Aposopsyllus camptus ingår i släktet Aposopsyllus och familjen Paramesochridae. Inga underarter finns listade i Catalogue of Life.